# Teknikåret 1973

## Händelser

### Maj
- 22 maj - Robert Metcalfe utarbetar Ethernetmetoden för nätverkssammanslutning [1].

### Juli
- Juli - Avco plockar bort Cartrivision från marknaden.[2]

### Okänt datum
- IMSAI bildas [1].
- TV-skrivmaskinen, designad av Don Lancaster, ställs ut för första gången [1].

### Fotnoter
1. 1 2 3
2. ↑  CED in the History of Media Technology (läst 8 april 2011)